# Українсько-африканські відносини
Украї́нсько-африка́нські відно́сини — міжнародні відносини між Україною і державами на континенті Африка. Історія таких відносин має декілька століть і сягає перших подорожей українських паломників модерних часів. Новітня епоха міждержавних відносин між Україною і африканськими державами започаткована здобуттям української незалежності 1991 року. Відносини африканських країн і України лежать як у політичній, економічній і військовій площинах, так і в сфері освіти, охорони здоров'я та культури.

## Політичні відносини
Після «параду незалежностей» 1960 року, що ознаменував крах колоніального періоду на континенті, світові держави намагались встановленням дипломатичних стосунків залучити молоді країни до сфер власного впливу. Так США і СРСР встановлювали дипломатичні відносини майже з усіма країнами континенту. Серед радянських дипломатів, що представляли СРСР були українці. Серед них: Василь Таратута (Алжир, 1980-ті), Дмитро Білоколос (Ботсвана, 1970—1976; Замбія, 1970—1976), Михайло Ситенко (Гана, 1959—1962), Василь Сафрончук (Гана, 1967—1971), Данило Солод (Єгипет, 1953—1956; Гвінея, 1959—1962), Дмитро Дігтяр (Гвінея, 1962—1964), Микола Білоус (Екваторіальна Гвінея, 1977—1980), Костянтин Фомиченко (Ефіопія, 1958—1962), Сергій Сліпченко (Замбія, 1965—1970; Танзанія, 1977—1980), Іван Мельник (Малі, 1962—1965; Камерун, 1968—1972), Борис Мірошниченко (Кенія, 1973—1983), Євген Афанасенко (Руанда, 1966—1972; Республіка Конго, 1972—1978; Сан-Томе і Принсіпі, 1972—1978), Микола Бандура (Маврикій, 1973—1976), Лука Паламарчук (Марокко, 1965—1972), Федір Доля (Нігерія, 1961—1964), Євген Мусійко (Уганда, 1976—1979; Судан, 1980-ті), Петро Слюсаренко (Того, 1970—1978), Всеволод Кізиченко (Туніс, 1980-ті). Були етнічні українці і серед представників американських посольств 1970–1980-х років: Євген Скоцко (Алжир), Ігор Нестерчук (Буркіна-Фасо).
Зі здобуттям Україною незалежності 1991 року розпочалась нова ера двосторонніх відносин з африканськими державами. Першою африканською країною, що визнала незалежність України 12 грудня 1991 року була Сьєрра-Леоне. Того ж року це зробили Лівія, Туніс, Алжир, Марокко, Замбія і Намібія. Наступного 1992 року Україну визнала більшість держав континенту: Ефіопія, Єгипет, Малі, Бурунді, Джибуті, Бенін, Габон, Гвінея, Судан, Буркіна-Фасо, Кабо-Верде, Екваторіальна Гвінея, Лесото, Руанда, Ботсвана, Уганда, ПАР, Мадагаскар, Зімбабве, Нігерія, Мозамбік, Республіка Конго, Гана, Сенегал, Маврикій, Танзанія, Камерун, Мавританія, Кот-д'Івуар, Чад. 1993 року Україна отримала визнання від Кенії, Коморських Островів, Еритреї і Того, 1994 — Анголи і Сейшельських Островів; 1995 — Центральноафриканської Республіки; 1998 — Сан-Томе і Принсіпі, Свазіленду, Малаві та Ліберії; 1999 — Демократичної Республіки Конго, Гамбії і Нігеру. 2003 року останньою з африканських держав Україну визнала Гвінея-Бісау.
У грудні 1992 року перший президент України Леонід Кравчук здійснив офіційний візит до Єгипту. 6-8 грудня 1993 року він відвідав Туніс. Найбільшої інтенсифікації африкансько-українські відносини зазнали в період 1998—2002 років, відкривались нові посольства, континент активно відвідували урядові делегації. Українські прем'єр-міністри відвідували Єгипет у березні 1997 і у листопаді 2011 року. У квітні 2008 року президент України Віктор Ющенко здійснив офіційний візит до Єгипту. З офіційним візитом Київ відвідував глава Лівії Муаммар Каддафі у листопаді 2008 року. 2016 року Україна набула статусу спостерігача в Африканському Союзі.

### Дипломатичні стосунки
З 1991 року розпочалось відкриття дипломатичних місій України, переважно регіональних, де посли працюють за сумісництвом відразу в декількох країнах: в Алжирі (1999), Анголі (2004), Габоні (2007—2011), Гвінеї (1993—2012), Ефіопії (2005), Єгипті (1993), Кенії (2003), Лівії (1999), Марокко (2000), Нігерії (1999), ПАР (1994), Сенегалі (2012), Тунісі (1996).
У Києві відкрили свої посольства Алжир (1993), Єгипет (1993), Лівія (1993), Марокко (2000) і Південно-Африканська Республіка (1992). Більшість африканських країн мають послів за сумісництвом з місцеперебуванням у Росії.

Будівлі дипломатичних місій
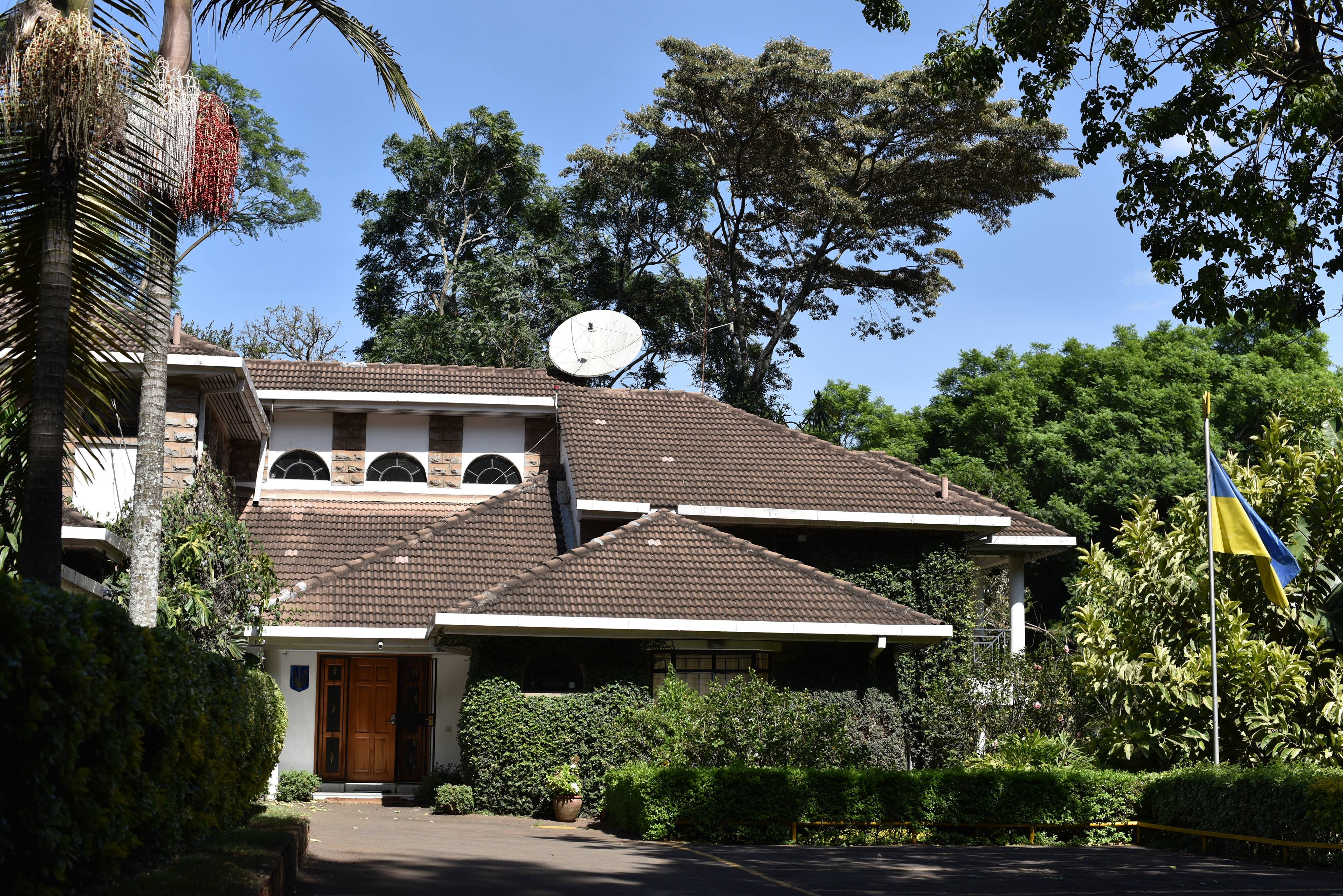
України в Кенії
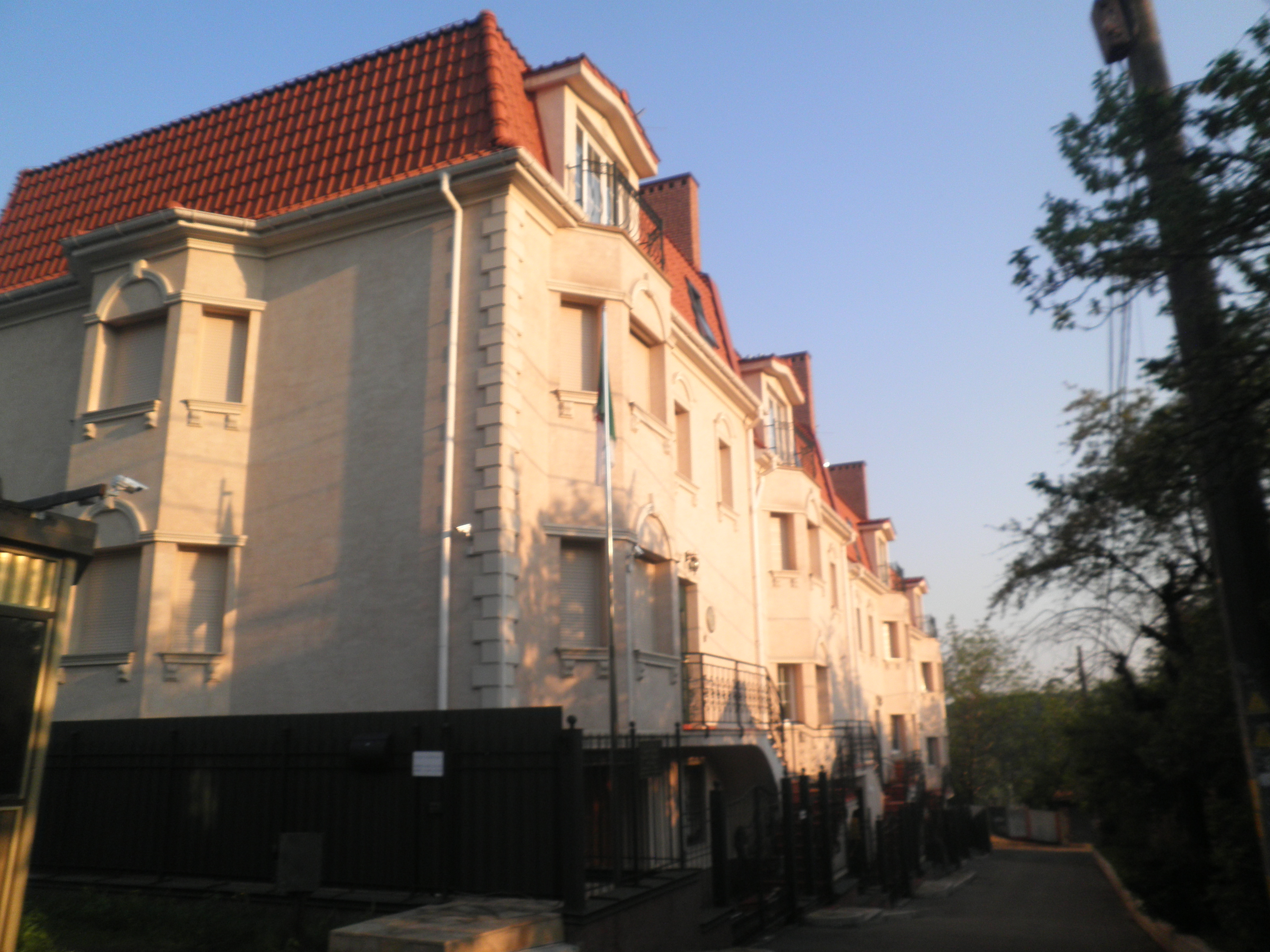
Алжиру в Україні
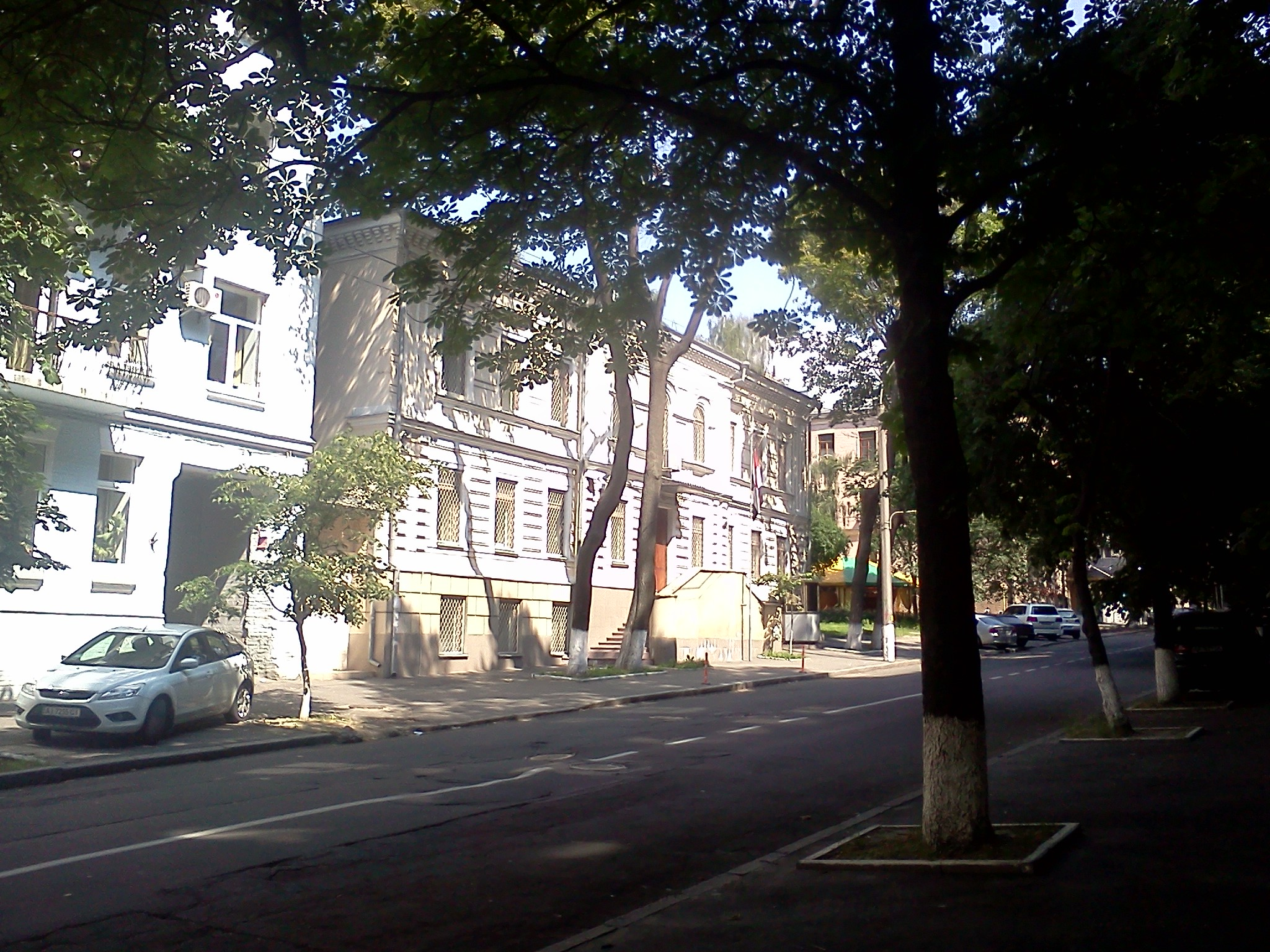
Єгипту в Україні
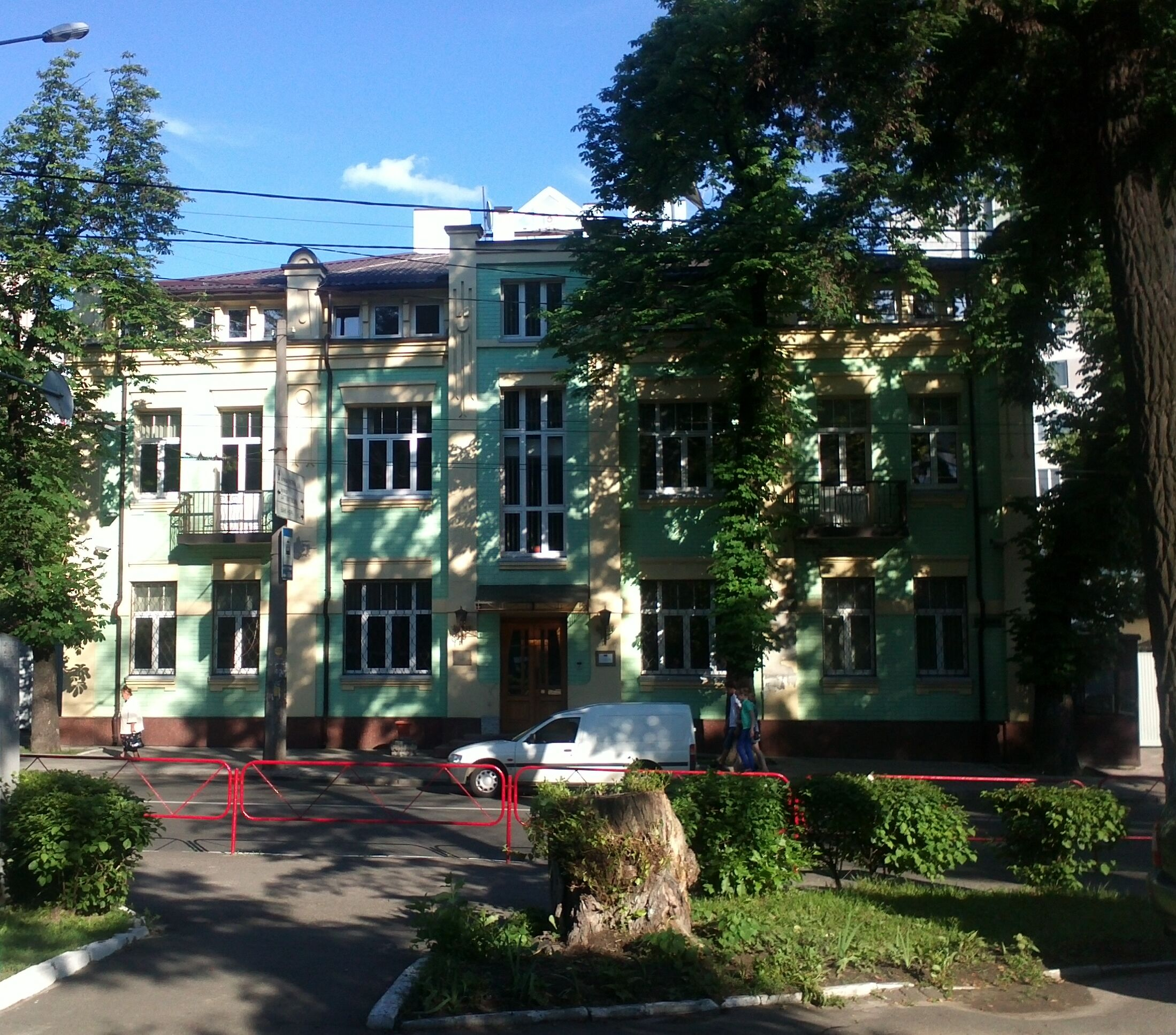
Лівії в Україні
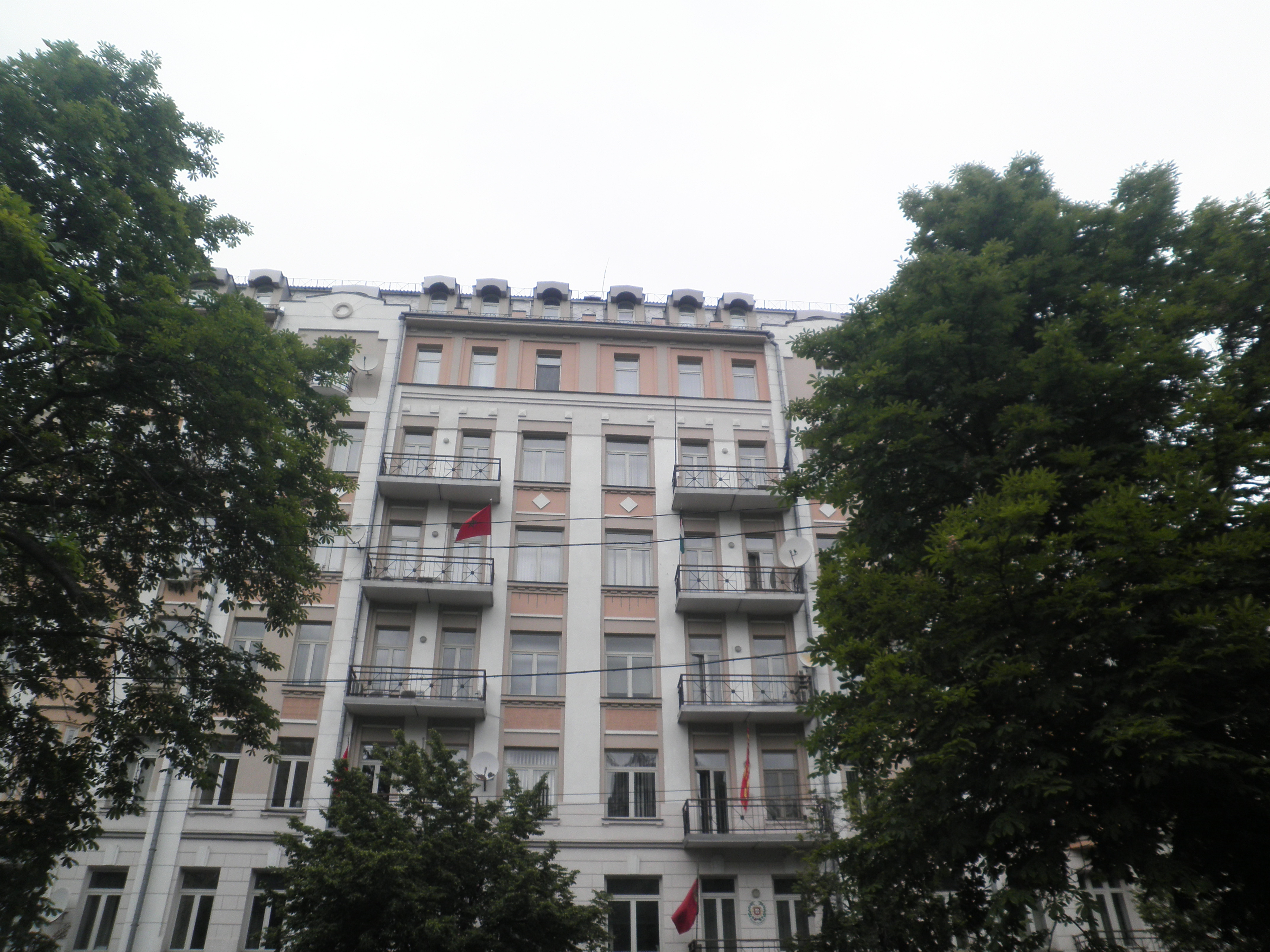
Марокко в Україні
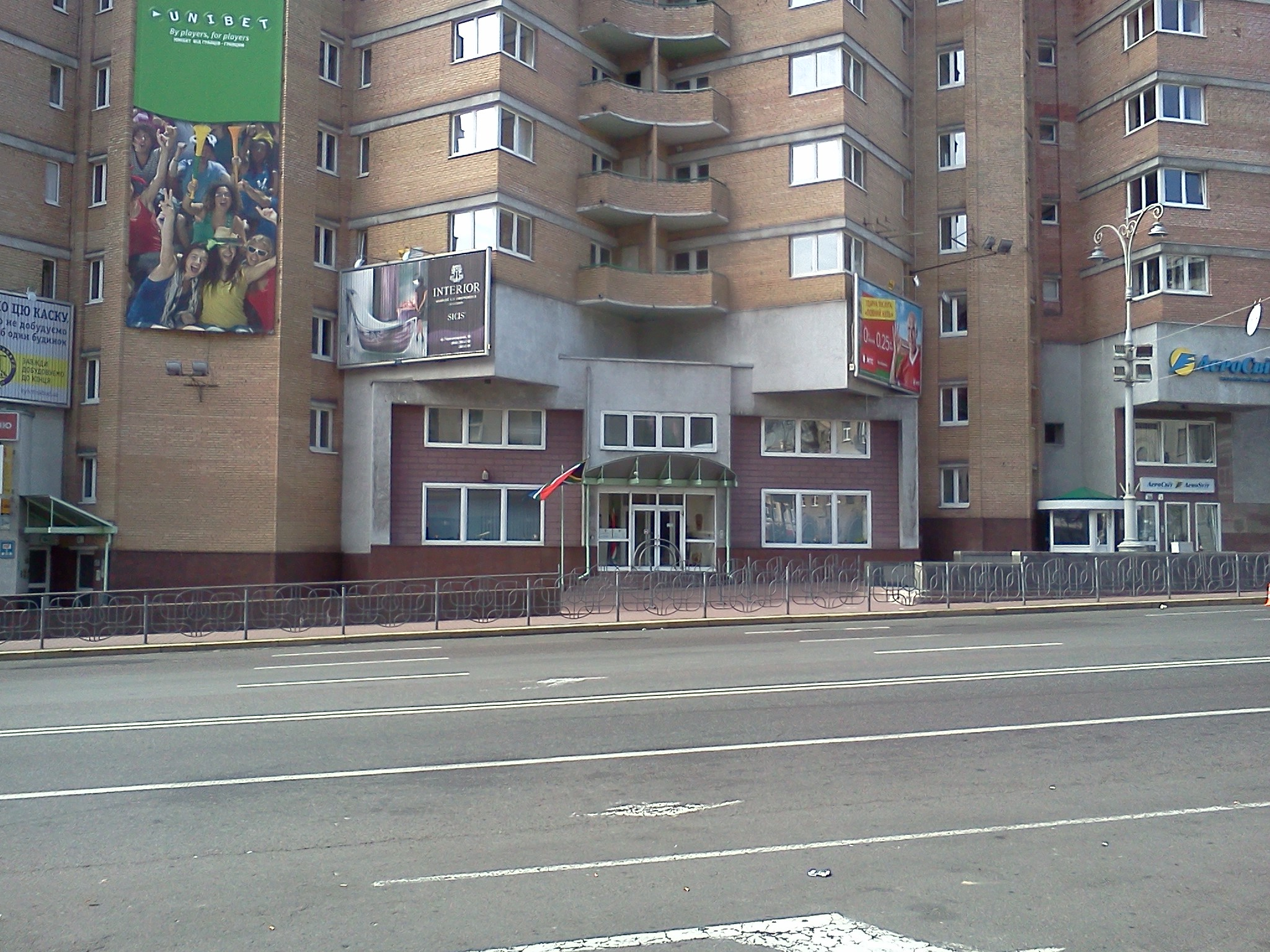
ПАР в Україні

Акредитовані посли за сумісництвом африканських країн в Україні:
- з місцеперебуванням у Москві (Росія): Ангола, Бенін, Чад, Республіка Конго, Кот-д'Івуар, Екваторіальна Гвінея, Еритрея, Ефіопія, Габон, Гана, Гвінея, Кенія, Мадагаскар, Малі, Мозамбік, Намібія, Сьєрра-Леоне, Судан, Танзанія, Туніс, Уганда, Замбія, Зімбабве.
- з місцеперебуванням у Берліні (Німеччина): Буркіна-Фасо, Маврикій.
- з місцеперебуванням у Стокгольмі (Швеція): Ботсвана.

## Економічні відносини
2019 року 77 % обсягу українсько-африканської торгівлі припадало на північні середземноморські країни (Єгипет — 45 %, Алжир, Марокко), на Тропічну Африку лише 23 % (Ефіопія, Нігерія, Сенегал). Торгівля з африканськими країнами для України має значне додатне сальдо (лише з Гани, Кот-д'Івуару і ПАР Україна імпортує більше ніж продає).
Український експорт до Африки 2019 року склав 4,97 млрд доларів США (10 % від загального) і перевищив експорт до Росії. Африканський напрямок став другим, після австралійського, за темпами зростання, додавши 20,5 % обсягу за рік. Головними країнами-партнерами в торгівлі з Україною є Єгипет (5-те місце і 4,5 % українського експорту, 2,25 млрд доларів США) і Алжир (14-те місце, 1,2 %, 0,58 млрд, відповідно). До 15 країн з найбільшими показниками росту експорту товарів 2019 року увійшли Єгипет (2-ге місце), Алжир (7-ме), Ефіопія (10-те), Нігерія (12-те). Того ж року відчутно скоротився експорт до Ліберії, Марокко, Сенегалу. Це пояснюється значною сировинною спрямованістю української зовнішньої торгівлі, суттєву залежність від зовнішніх ринків збуту із сильною волатильністю кон'юнктури. До Африки вивозиться переважно металургійна сировина (чорні метали, руди, шлаки, зола) та аграрна продукція (зерно, олія, насіння). Українські вантажівки КрАЗ поставляються до ряду африканських країн. Трамваї виробництва Татра-Юг їздять лініями портового єгипетського міста Александрія. Надлегкі одномоторні літаки компанії Аеропракт і великі транспортні машини КБ Антонова користуються попитом в цивільній та військовій авіації.

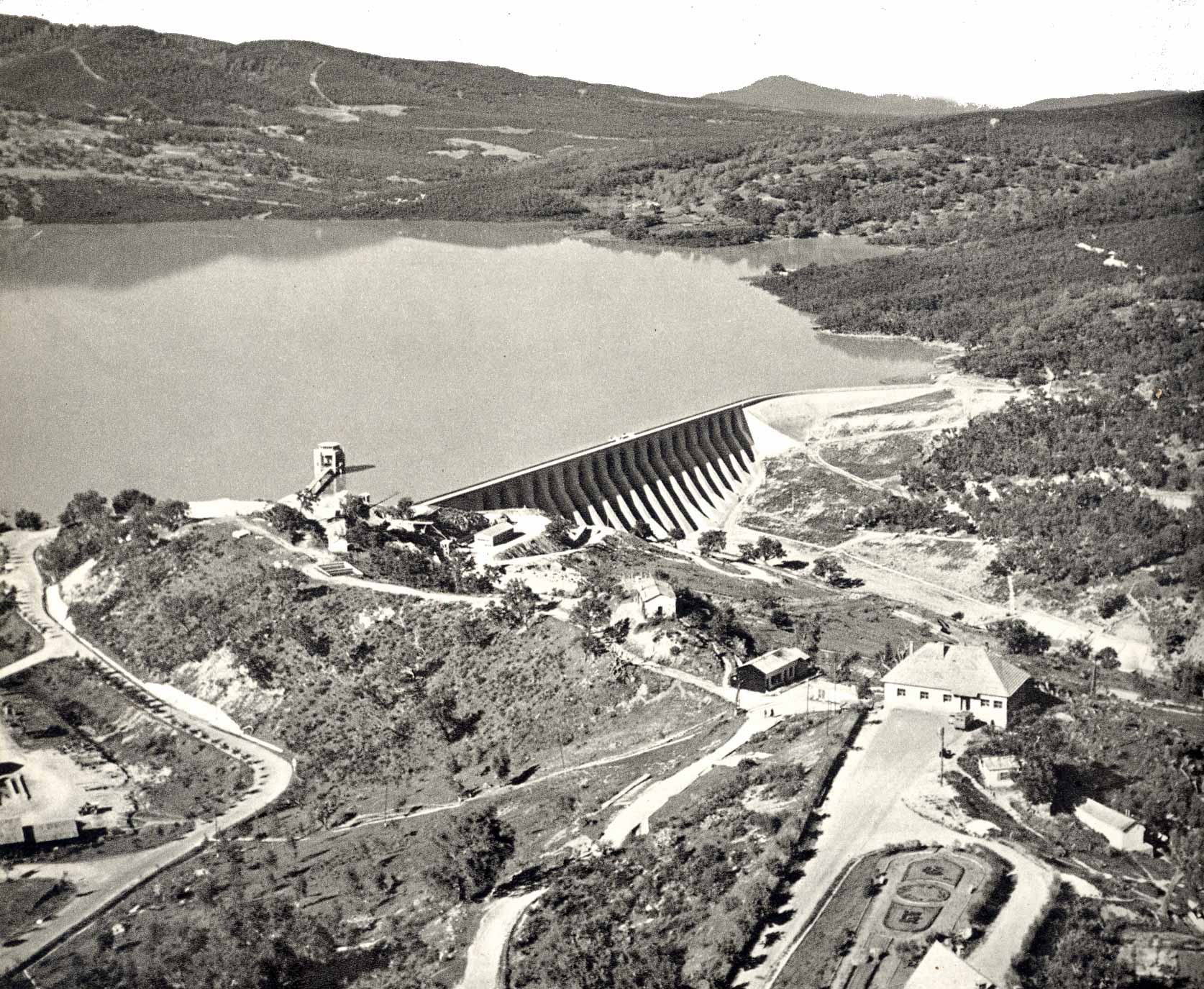
Бен-Метірська гребля в Тунісі, збудована українцями
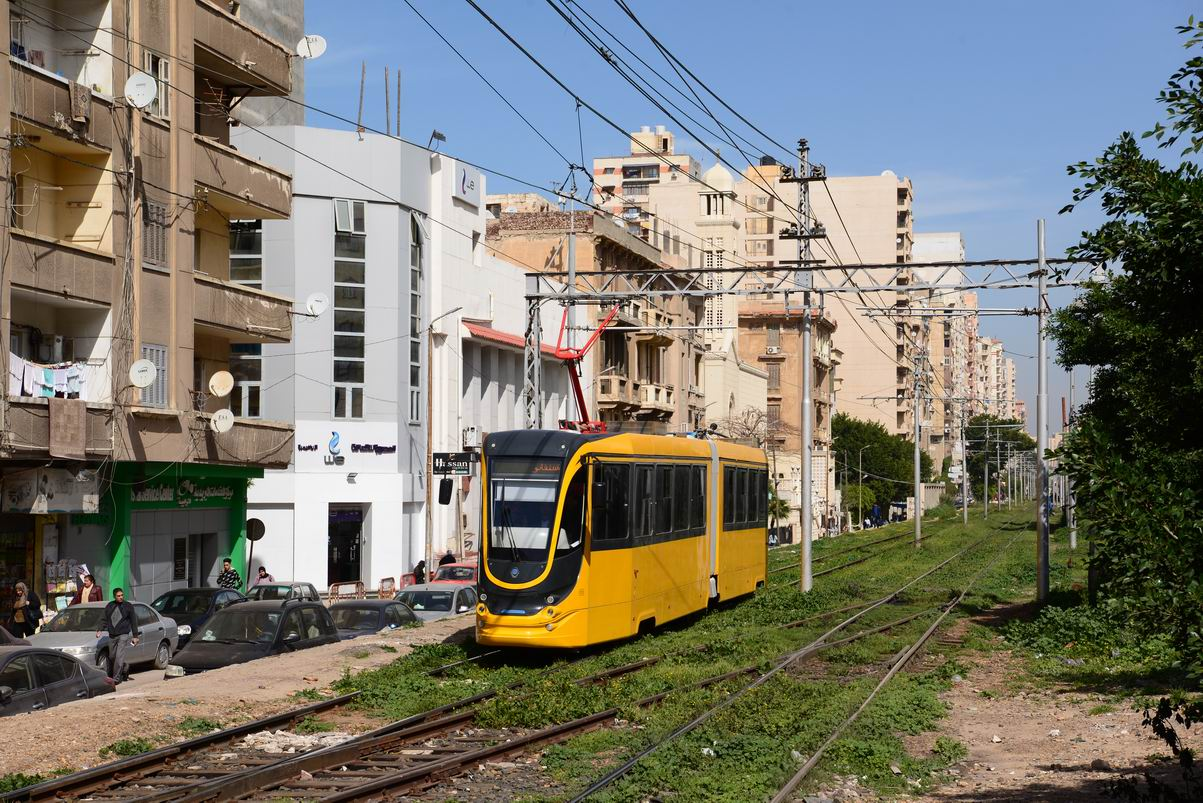
Українські трамваї на вулицях Александрії
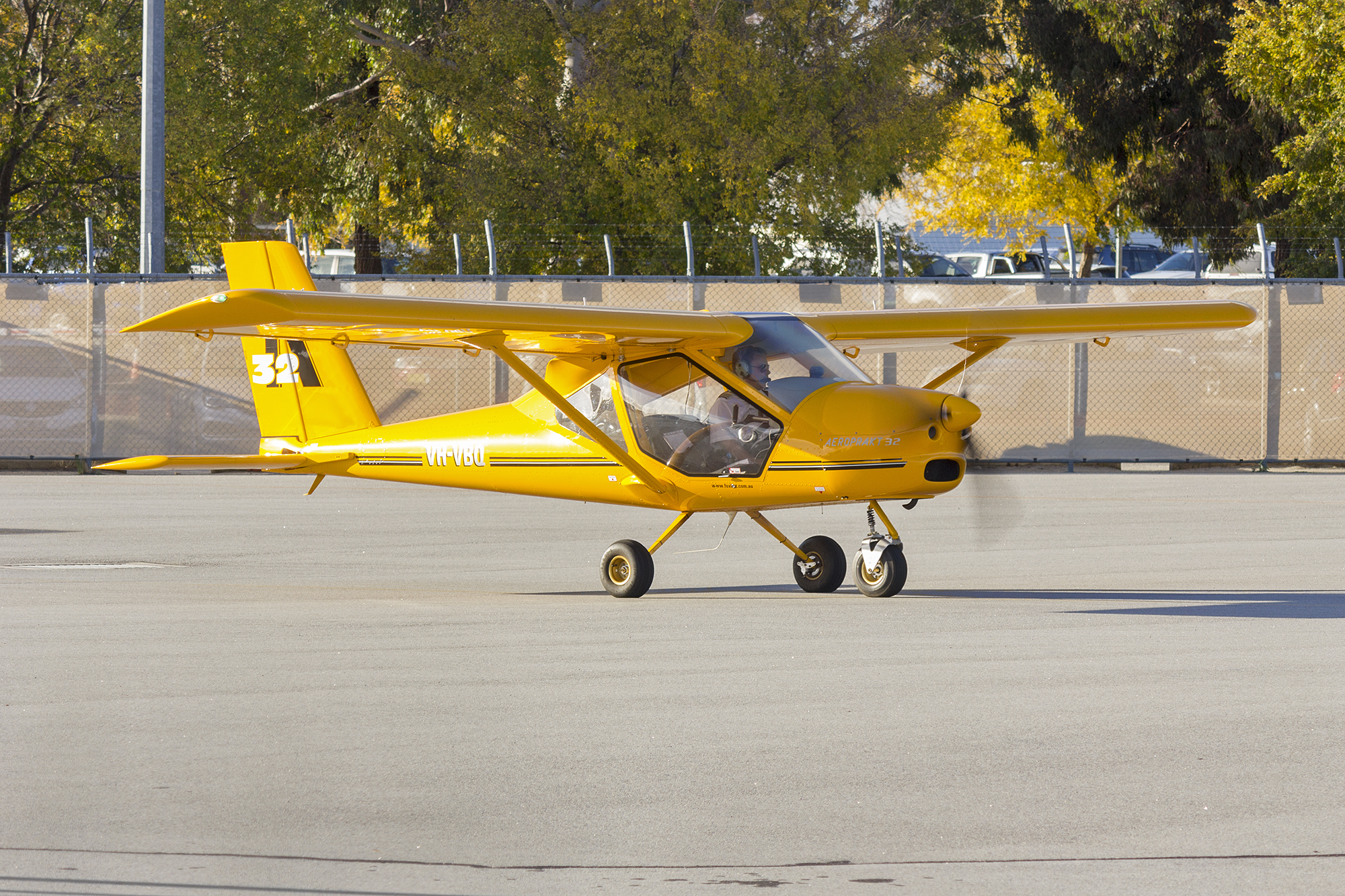
Надлегкий літак виробництва Аеропракту
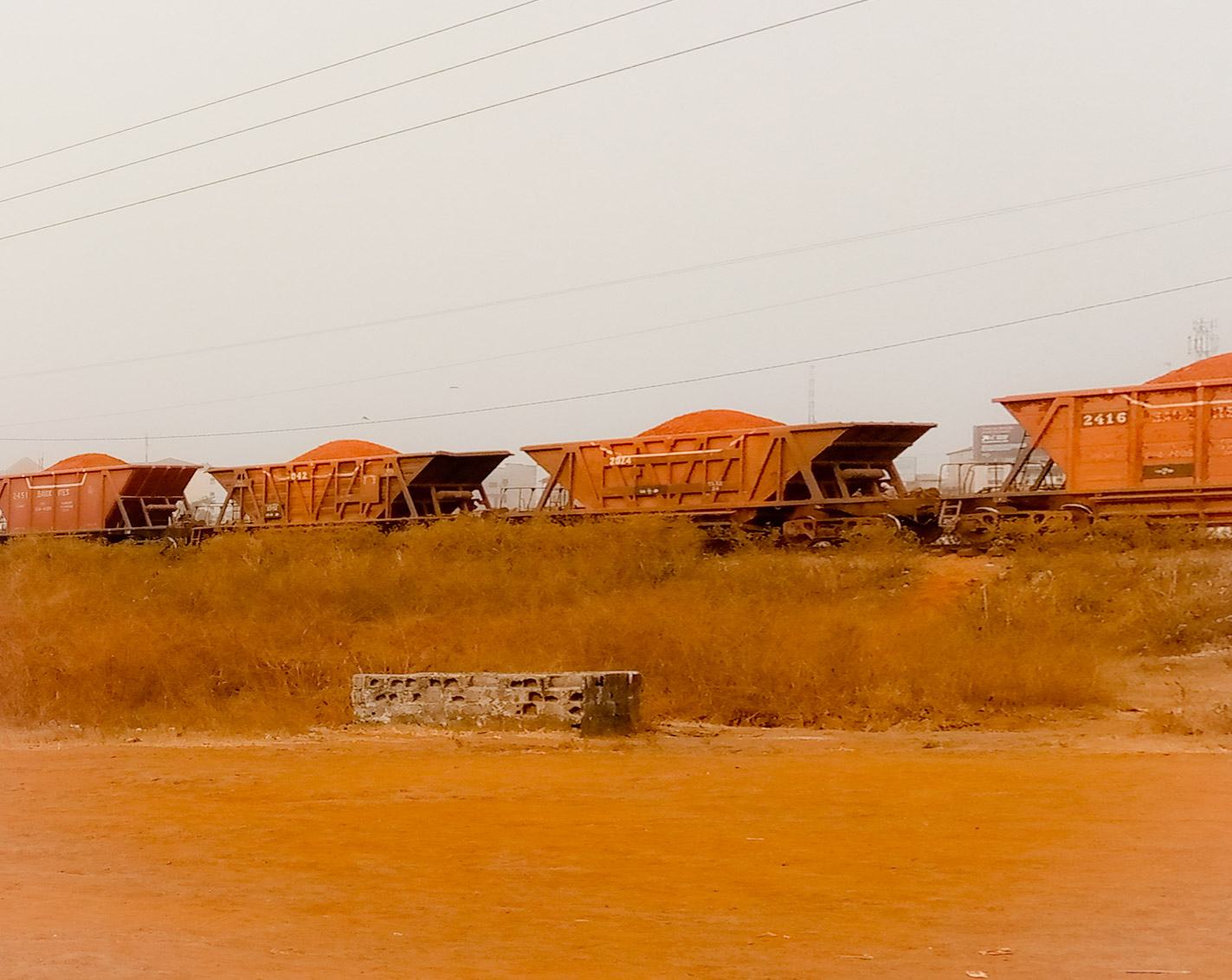
Залізничні вагони навантажені бокситовою сировиною, Гвінея
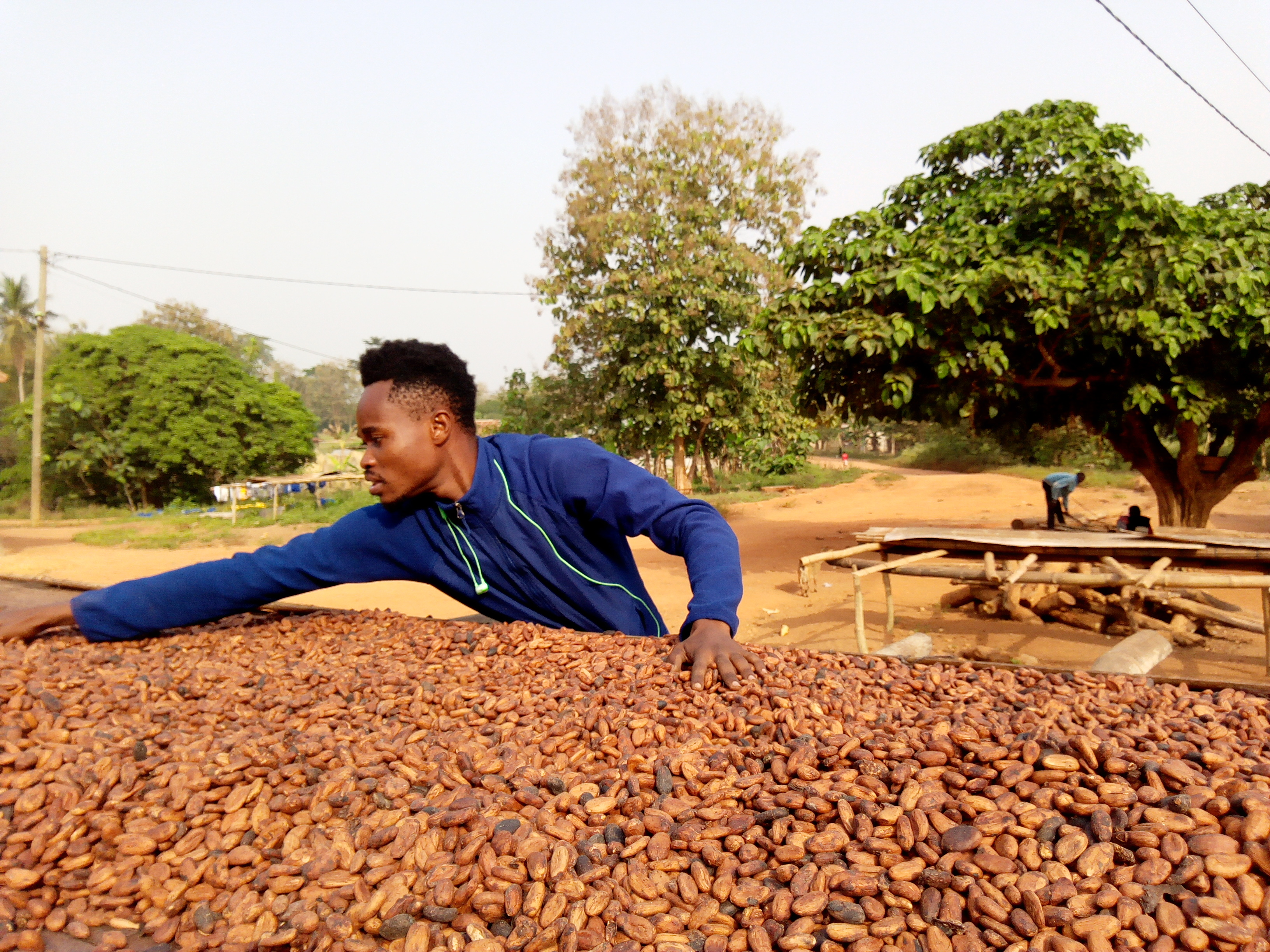
Сушка какао-бобів у Гані

Імпорт до України товарів з Африки 2019 року склав 0,82 млрд доларів США (1,3 % від загального). Африканський напрямок став третім, після тихоокеанійського та азійського, за темпами зростання, додавши 8,1 % обсягу за рік. Головними країнами-партнерами в торгівлі з Україною є Єгипет (15-те місце і 0,4 % українського експорту, 301 млн доларів США) і Алжир (14-те місце, 1,2 %, 0,58 млрд, відповідно). До 15 країн з найбільшими показниками росту імпорту товарів 2019 року увійшли Марокко (7-ме місце), Гана (11-те), Кот-д'Івуар (14-те). Того ж року відчутно скоротився імпорт з Південно-Африканської Республіки і Зімбабве. З Африки везуть боксити (Гвінея) для Миколаївського глиноземного заводу, марганцеві (Гана) та інші руди, какао-боби (Кот-д'Івуар), добрива, тютюн, горіхи та тропічні фрукти.
Єгипет, поряд з Туреччиною, є одним з основних туристичних напрямків для України, щорічно його червономорські курорти відвідує до 1,5 млн українців. Набуває популярності відпочинок в Танзанії (на сафарі до національних парків, на морських курортах Занзібару). Традиційно до нішевих напрямків відносяться курорти Канарських і Сейшельських островів. Головною перепоною на шляху африканського напрямку відпочинку є логістична складність і дорожнеча пасажироперевезень. Подолати ці труднощі допомагає політика Турецьких авіаліній, на початку XXI століття Стамбул став одним з головних хабів африканських пасажирських авіаперевезень.
Перспективними напрямками розвитку економічних стосунків є:
- машинобудування, особливо транспортне (великовузлове збирання тракторів, створення сервісного техобслуговування, рибальське суднобудування на африканських підприємствах із залученням українських технологій, фахівців, обладнання та продукції, заміна парку гвинтокрилів на економічні всюдихіди SHERP, що використовуються Світовою продовольчою програмою[8]);
- фармацевтика (виготовлення українськими підприємствами замовлень для африканських країн як безпосередньо, так і в рамах міжнародних програм допомоги);
- інформаційні технології (найбільшого успіху тут досягла українська компанія Genesis);
- відновлювана енергетика (будівництво СЕС різного масштабу, ГЕС середньої та малої потужності);
- військово-технічне співробітництво (продаж військової і транспортної авіації, бронетехніки, вантажівок та артилерії, ремонт та модернізація радіоелектроніки, стрілецької та протитанкової зброї, систем захисту бронетехніки)[5].

## Культурно-гуманітарні відносини

### Освіта
Упродовж 2019/2020 навчального року в Україні навчалось 23 тис. студентів з Африки (30 % від загального числа іноземних студентів), переважно з Марокко, Нігерії, Єгипту, Гани, Алжиру.

### Науково-технічне співробітництво
Українські спеціалісти, конкуруючи з Росією, Китаєм та Європою, допомагали опановувати космічний простір африканським країнам. Так КБ «Південне» виготовило перший космічний супутник Єгипту EgyptSat-1, який працював впродовж 2007—2010 років; 2011 року Нігерія за допомогою ракети «Дніпро» запустила власні телекомунікаційні космічні апарати.
Єгипет є головним економічним партнером України в Африці, на нього припадає майже половина українсько-африканської торгівлі. Для ВПС Єгипту Харківський авіаційний завод обладнав 3 транспортні літаки Ан-74, НАК «Нафтогаз України» реалізує проєкт на родовищі Алам-Ель-Шавіш на 500 млн доларів США. Компанія «Нібулон» планує інвестувати в нові елеватори та зерновий термінал. 

## Військова сфера
2003 року при Національній академії внутрішніх справ створено Спеціальний миротворчий центр для підготовки сил поліції та військовослужбовців у задіянні в миротворчих місіях України. Українські миротворці активно залучаються до миротворчих операцій під егідою ООН на африканському континенті:
- MONUA в Анголі (1996—1999) — поліцейський контингент;
- UNAMSIL в Сьєрра-Леоне (2001—2005) — 20-й окремий вертолітний загін;
- MONUSCO в ДР Конго (2000—) — 18-й окремий вертолітний загін, поліцейський контингент в провінції Північне Ківу;
- UNMEE в Ефіопії та Еритреї (2004—2008) — військові спостерігачі в прикордонному регіоні;
- UNMIS в Судані (2005—2011) — військові спостерігачі в Хартумі;
- UNMIL в Ліберії (2003—2018) — 56-й окремий вертолітний загін, поліцейський контингент;
- ONUCI в Кот-д'Івуарі (2011—) — 56-й окремий вертолітний загін, поліцейський контингент;
- MINUSMA в Малі (2019—).

Українські миротворці в Африці
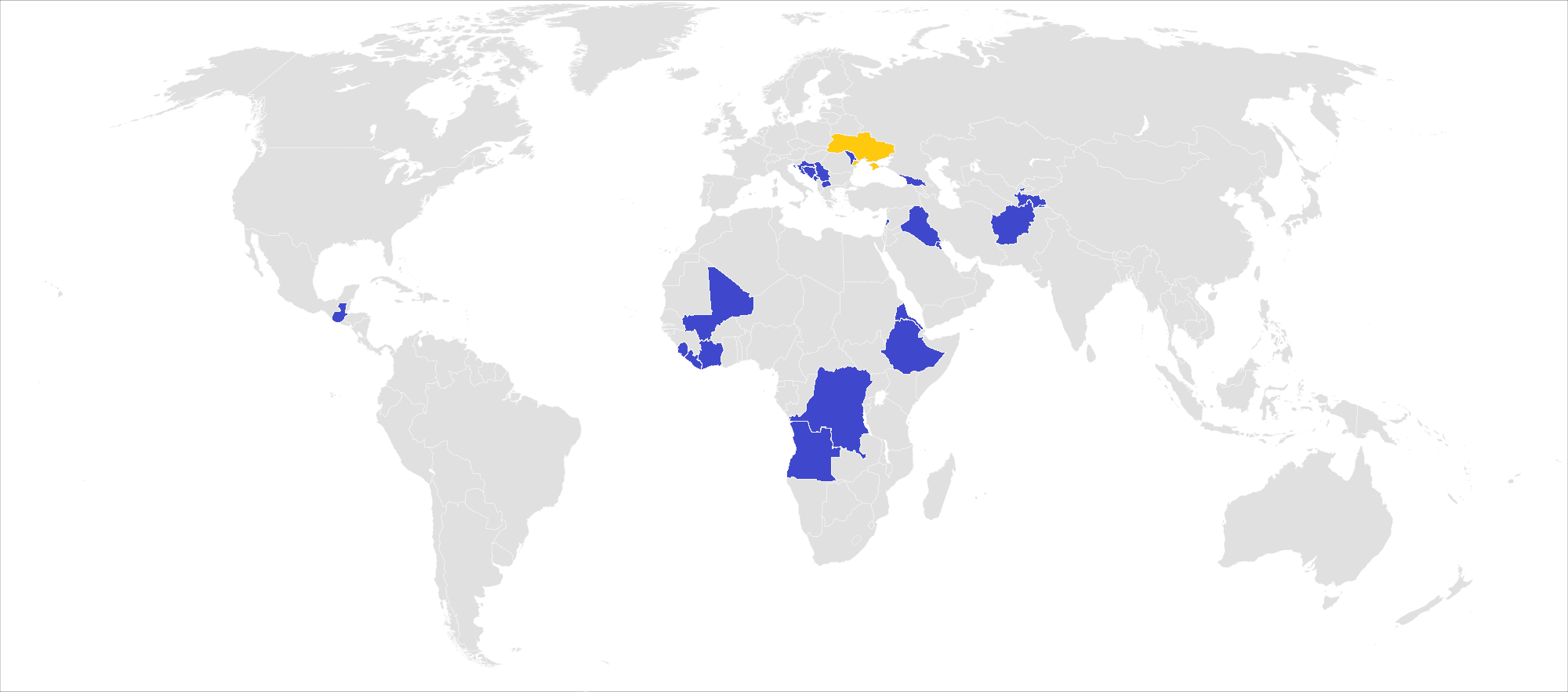
Географія миротворчих операцій
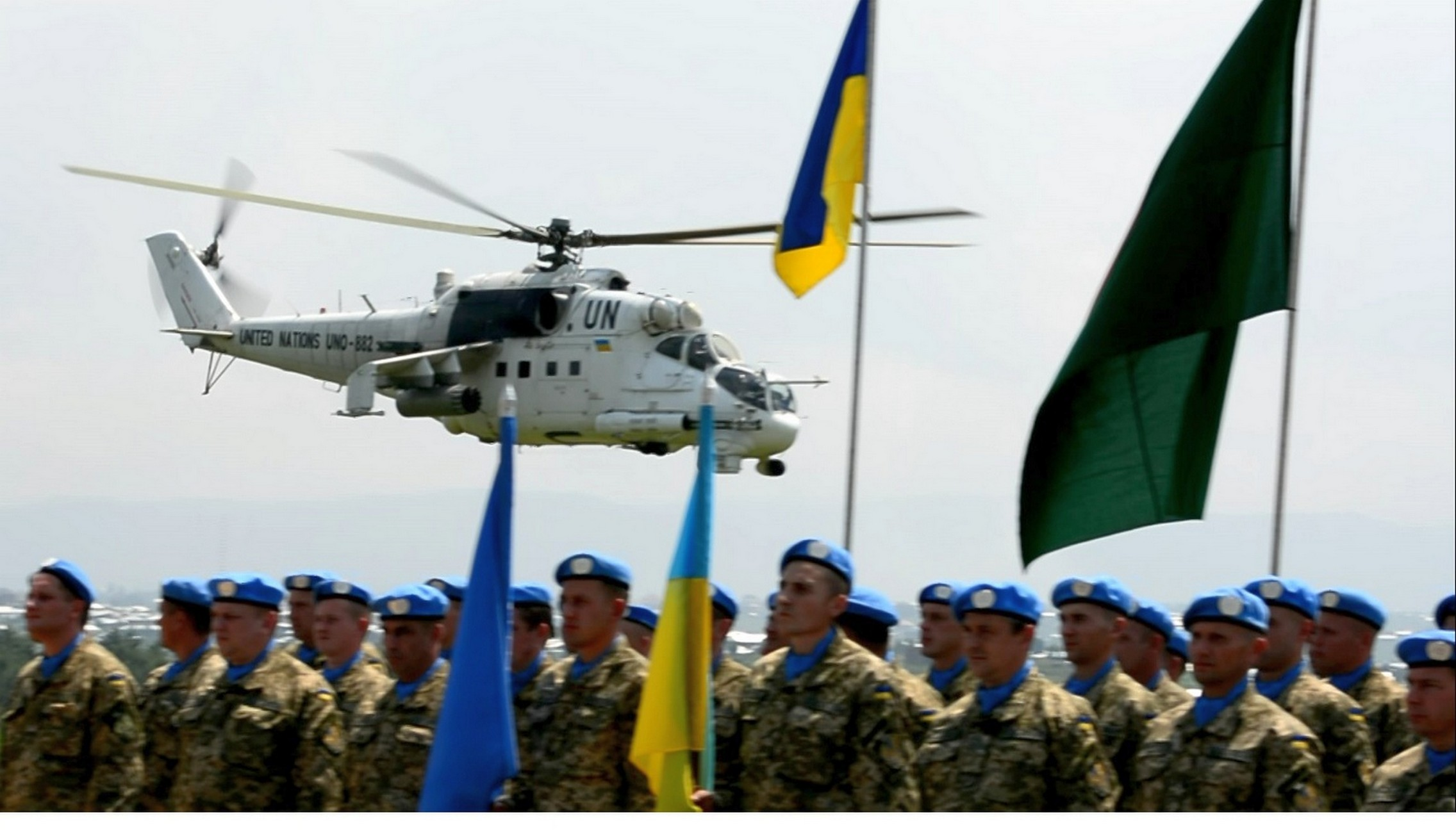
Контингент в Північному Ківу
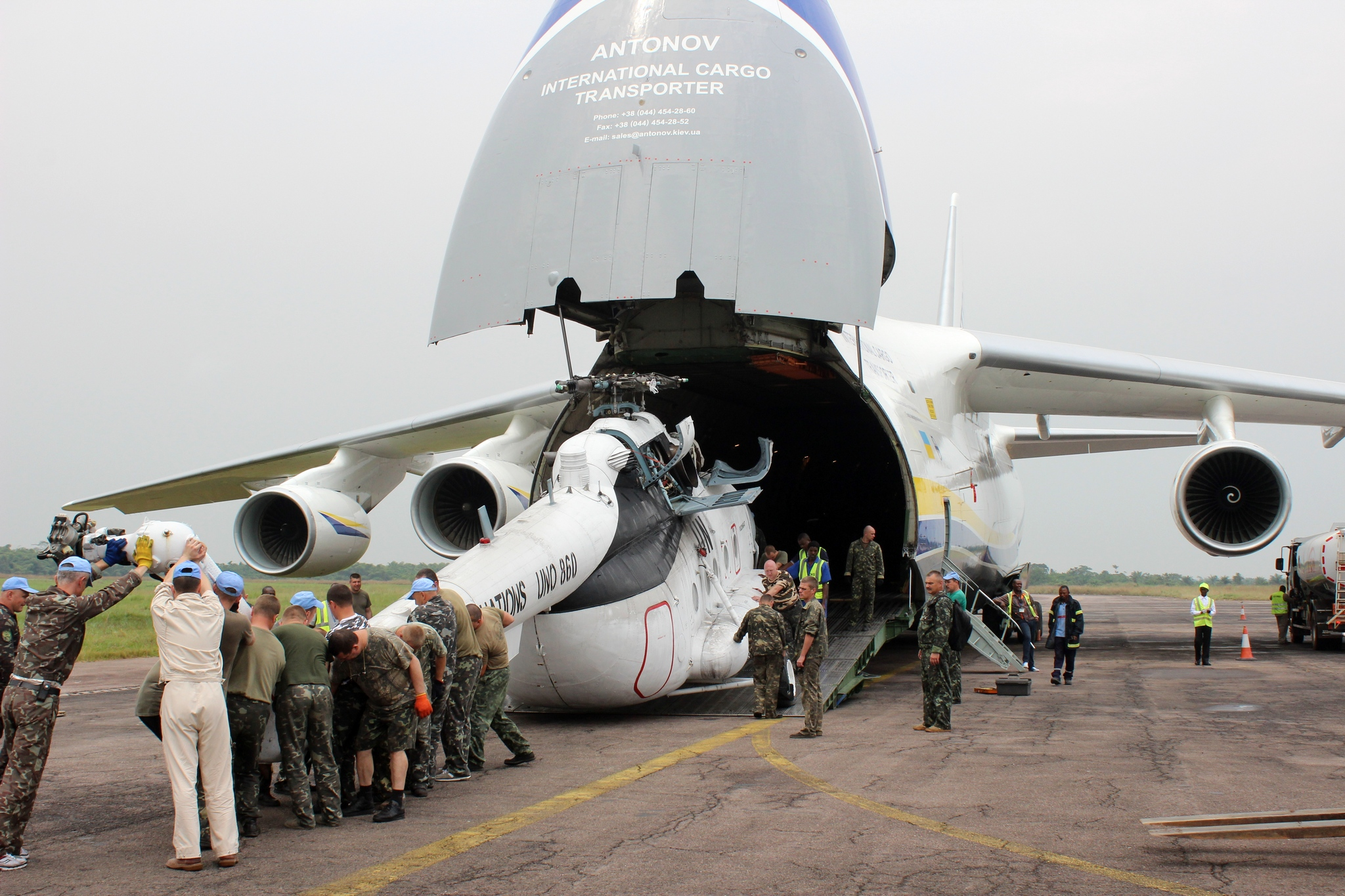
Транспортування вертольотів літаком Ан-124
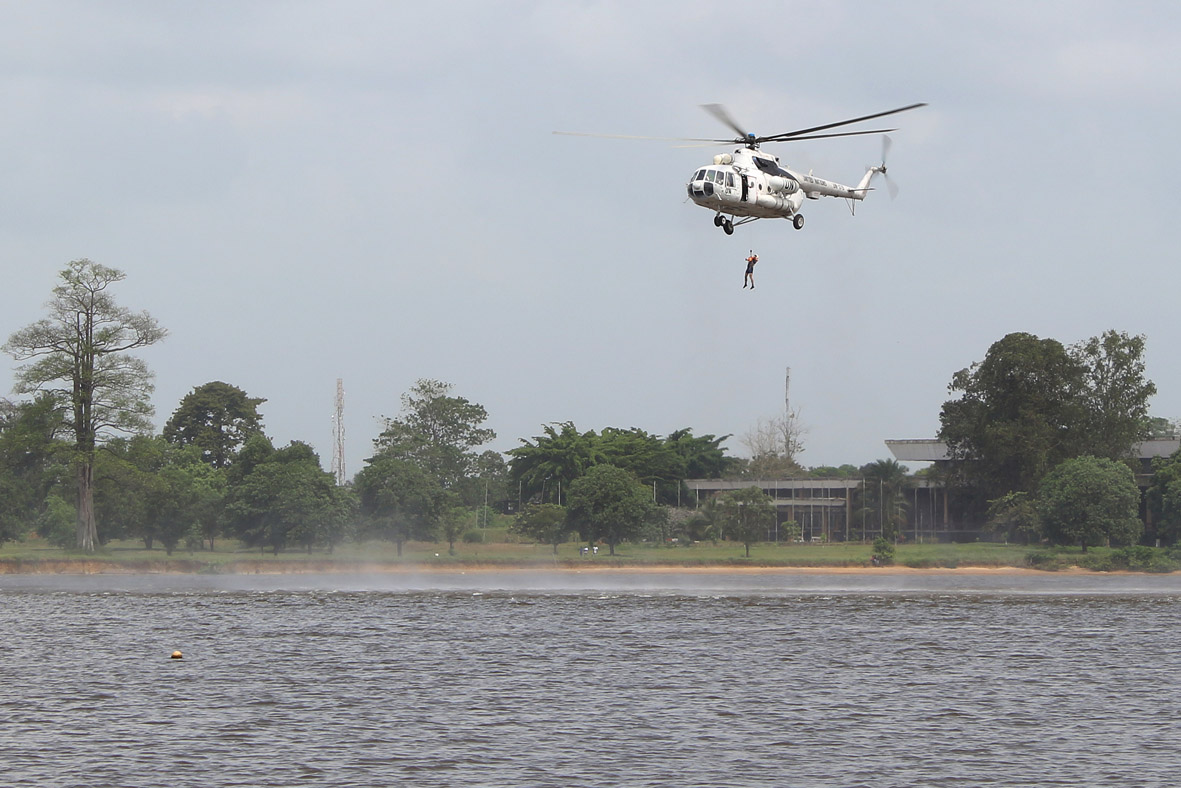
Вертолітники в Ліберії
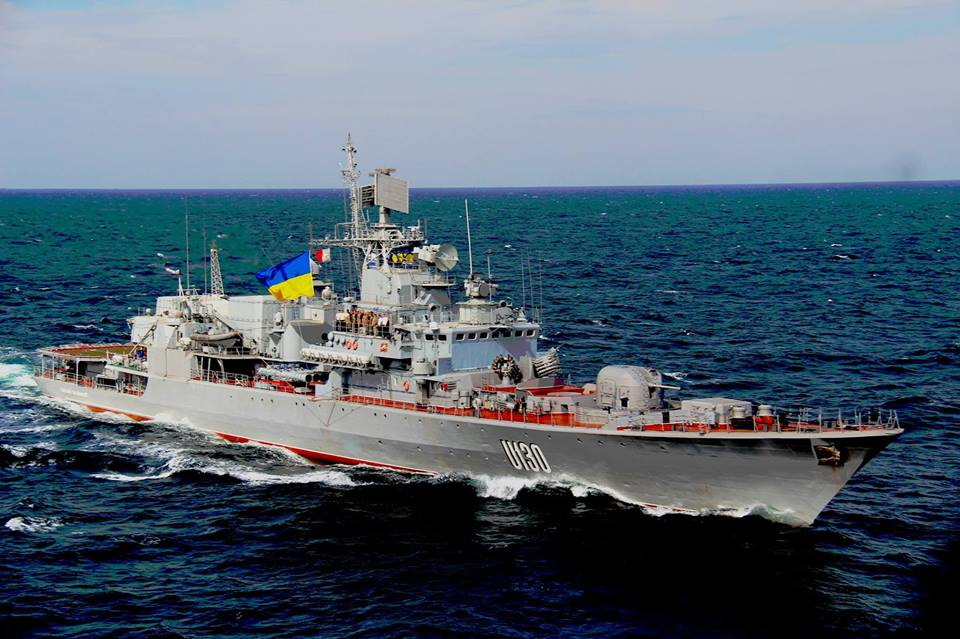
Фрегат «Гетьман Сагайдачний»

З 12 жовтня 2013 року по 3 січня 2014 року фрегат «Гетьман Сагайдачний» брав участь у військово-морській операції НАТО «Океанський щит» з протидії піратству в районі Африканського рогу, Аденської затоки та узбережжя Сомалі. З 3 січня по 5 березня 2014 року фрегат продовжив участь у військово-морській операції проти піратів Європейського Союзу «Аталанта» у тому самому районі.
Україна свого часу була одним з провідних постачальників радянської військової техніки для африканських країн. Так, за даними Держслужби експортного контролю, впродовж 2007—2018 років до Африки поставлено такі обсяги військової техніки.
Бронетехніка:
- 110 танків Т-55 — ДР Конго (50), Судан (60);
- 25 танків Т-64 ДР Конго;
- 313 танків Т-72 — Нігерія (23), ДР Конго (50), Судан (130), Ефіопія (214), Кенія (110);
- 122 БМП-1 Чаду;
- 40 бронетранспортерів (БТР) різних модифікацій — Нігерія (28), Чад (12);
- 4 універсальні тягачі БТС-5Б Ефіопії.

Артилерія:
- 29 82-мм мінометів — ДР Конго (3), Кенія (26);
- 59 122-мм гаубиць Д-30 — Нігерія (18), ДР Конго (36), Судан (5);
- 58 122-мм САУ 2С1 «Гвоздика» — ДР Конго (12), Судан (46);
- 12 152-мм САУ 2С3 «Акація» ДР Конго;
- 50 реактивних установок БМ-21 «Град» — ДР Конго (12), Судан (30), Кенія (8).

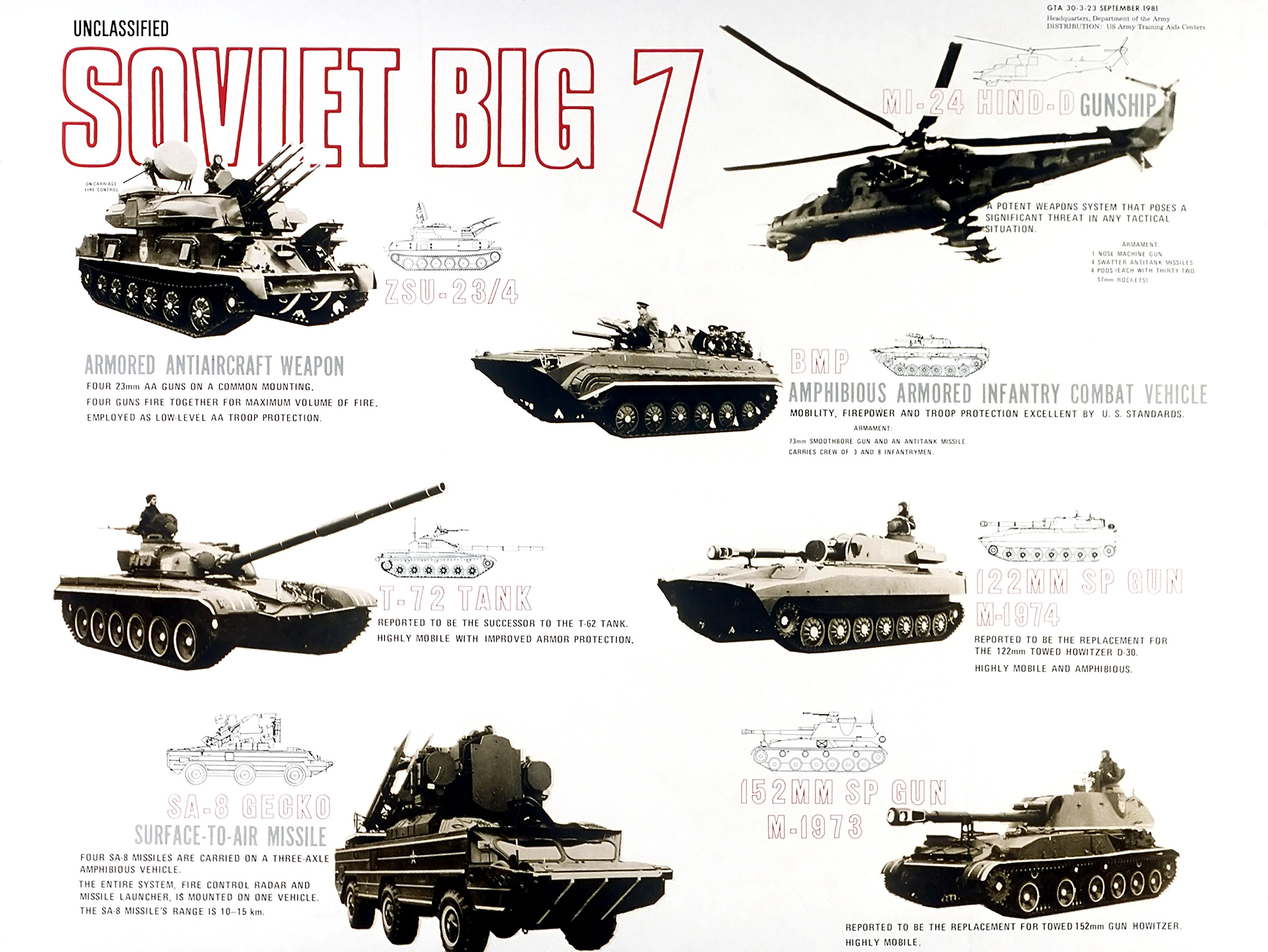
«Велика сімка» радянської військової техніки, серед якої Т-72, БМП-1, Мі-24, САУ «Акація» і «Гвоздика»
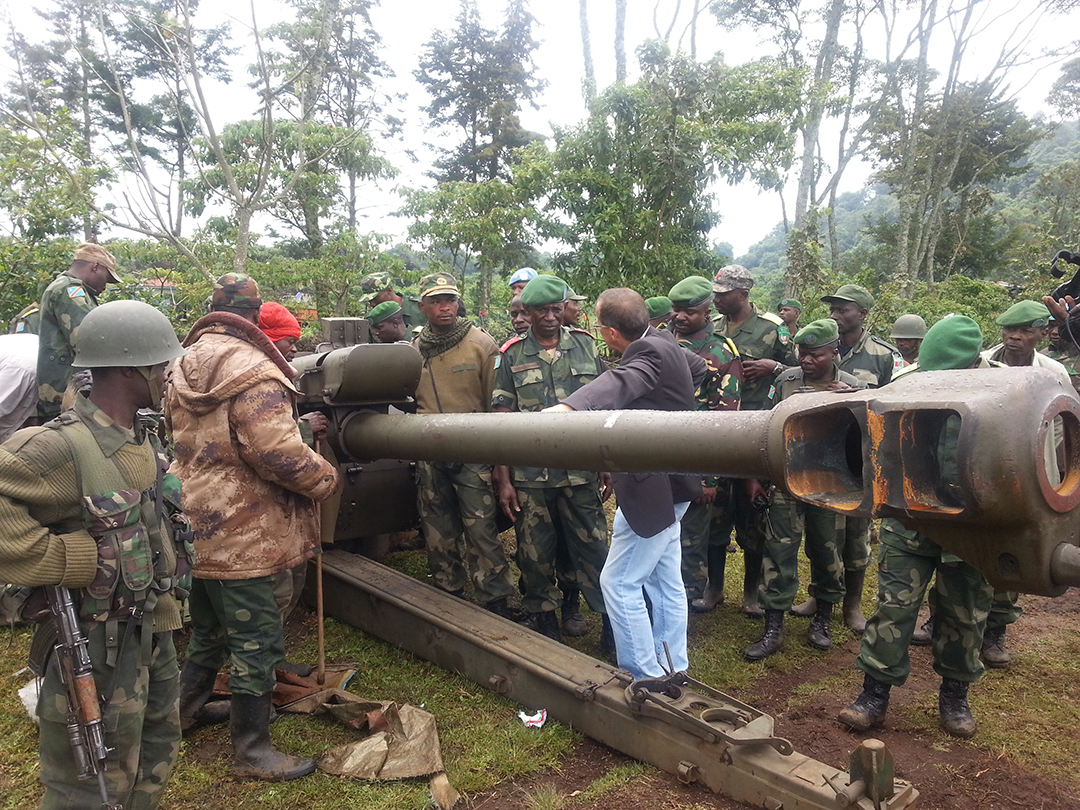
Конголезька гаубиця Д-30, захоплена повстанцями у Північному Ківу
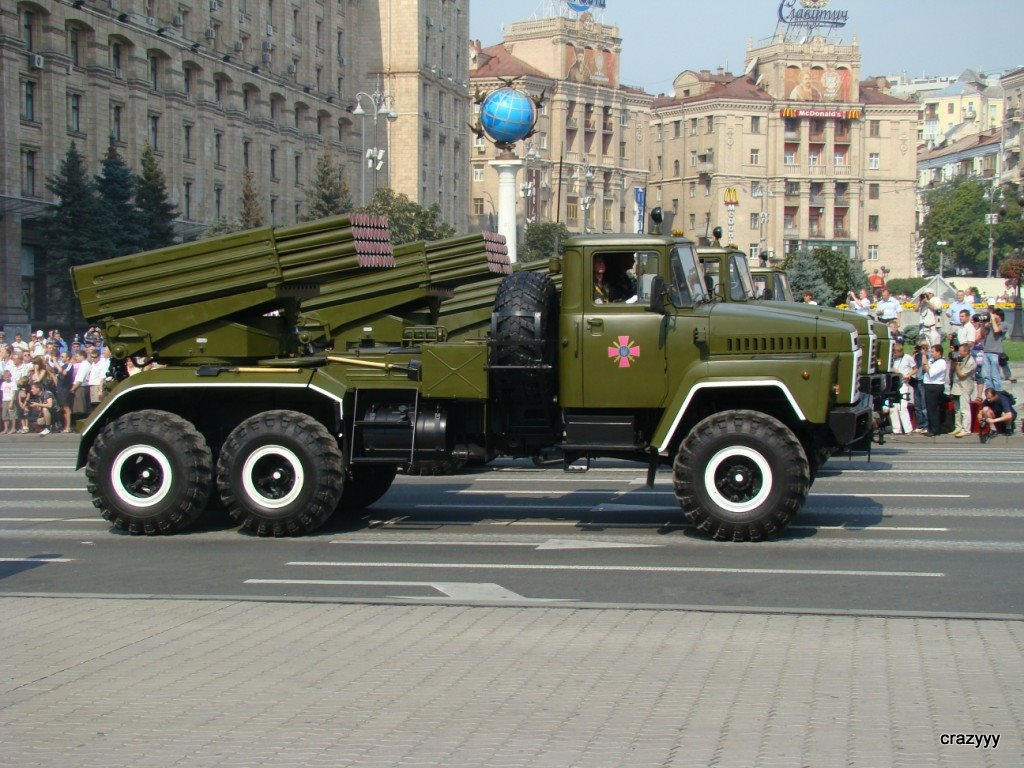
БМ-21 «Град» на шасі КрАЗ
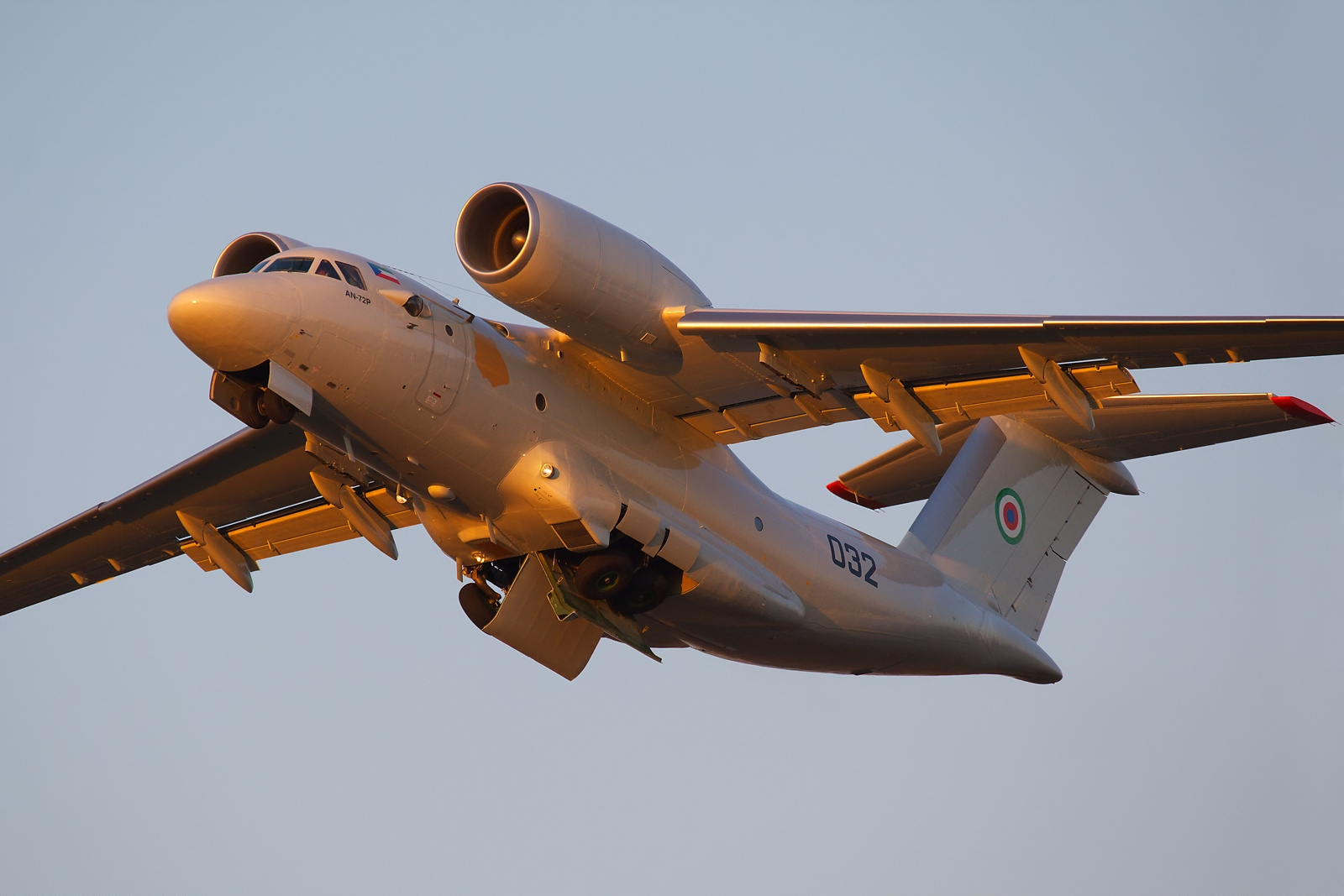
Гвінейський Ан-72 в Жулянах
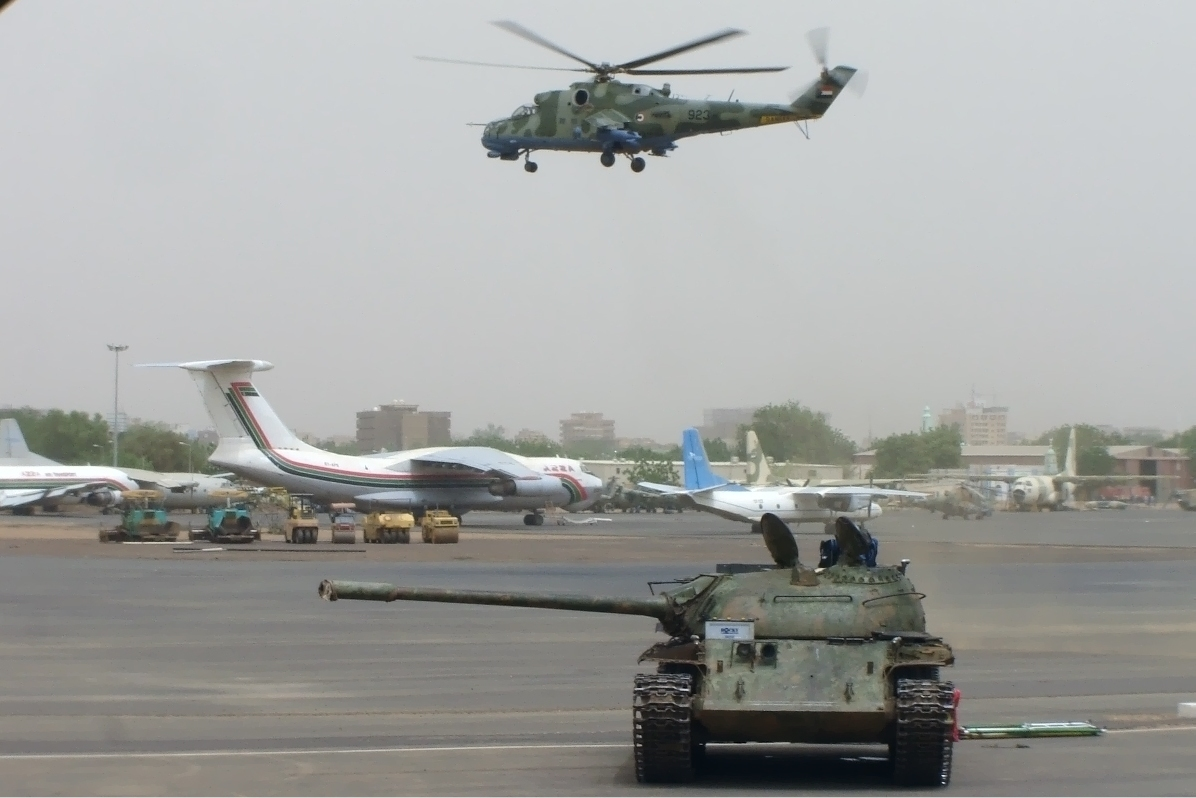
Мі-24 і Т-55 в Судані
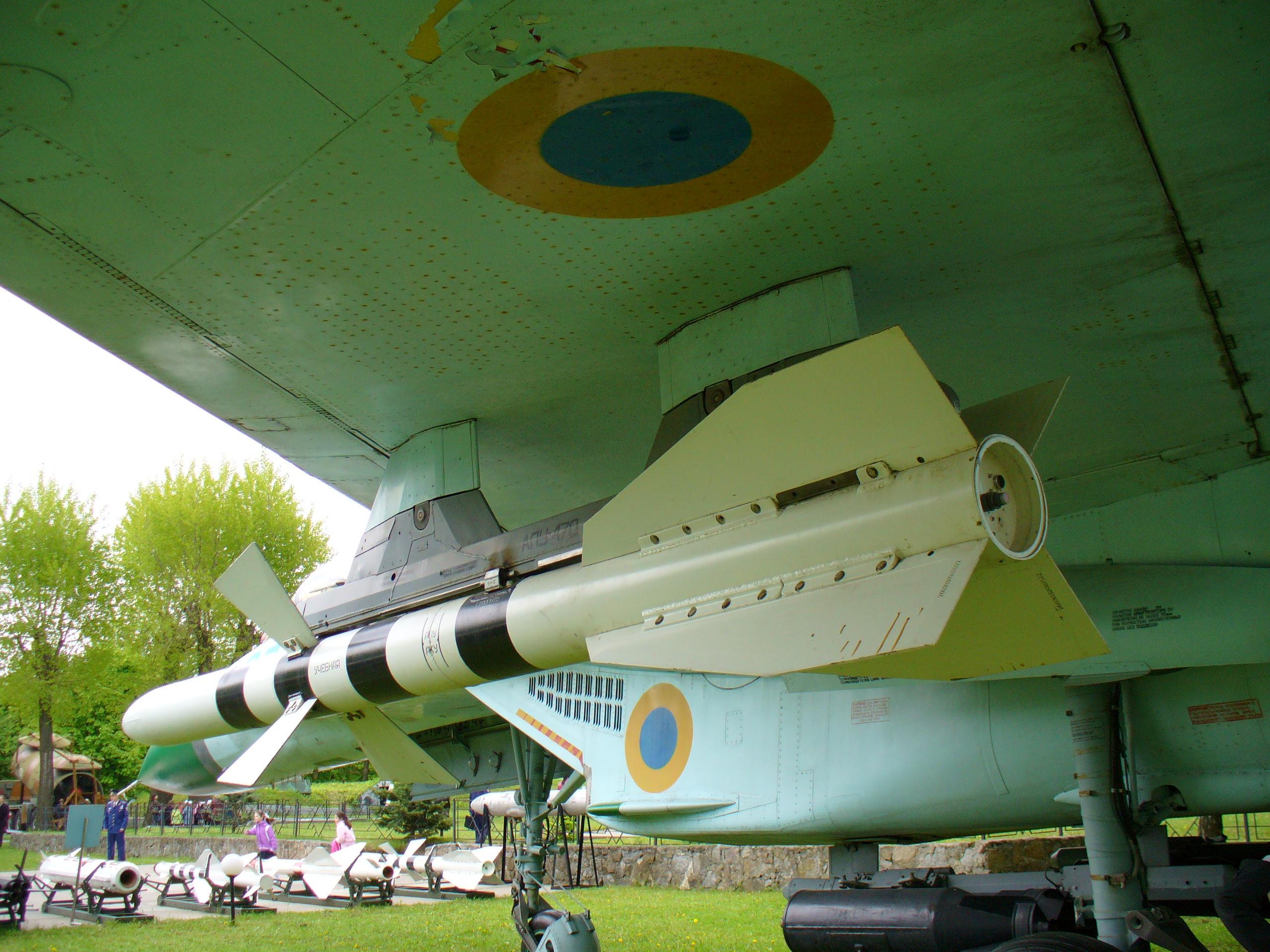
Ракета Р-27 у вінницькому музеї

Авіація:
- 3 навчальні літаки Л-39 — Екваторіальна Гвінея (2), ПАР (1);
- 18 штурмових Су-25 — Нігер (2), Екваторіальна Гвінея (4), ДР Конго (2), Чад (10);
- 2 винищувачі МіГ-29 — Судан (1), Чад (1);
- 1 демілітаризований транспортник Ан-12 Республіці Конго;
- 2 транспортники Ан-72 Екваторіальній Гвінеї;
- 2 транспортники Ан-74 Єгипту;
- 22 гвинтокрили Мі-24 — Нігерія (5), ЦАР (2), Екваторіальна Гвінея (2), ДР Конго (4), Південний Судан (5), Чад (4);
- 138 ракет класу «повітря-повітря» Р-27 Алжиру.

## Географія

### Ефіопія
Ефіопія визнала незалежність України 2 січня 1992 року. Дипломатичні відносини встановлено 1 квітня 1993 року шляхом обміну нотами. Посольство України в Аддис-Абебі було відкрито в червні 2003 року. Населення Ефіопії, через демографічний вибух і 20-річну війну з сусідньою Еритреєю, продовжує жити в бідності. Головні статті експорту країни: кава, чай та спеції (34 %). Країна інтенсивно розвиває текстильну промисловість, складальні виробництва (смартфони Transmission holding — 40 % африканського ринку, техніка Samsung). 2019 року Ефіопія за допомоги Китаю запустила свій перший космічний апарат. У столиці країни розташовані установи Африканського Союзу, тому українське посольство в Ефіопії може щоденно контактувати з представниками всіх африканських країн при цій організації, готувати візити українських лідерів для виступу на Генеральній асамблеї.

### Кенія
Кенійська економіка — провідна економіка на сході континенту, з розвиненою інфраструктурою і щорічним ростом ВВП 5,8 % впродовж 2010—2019 років. Головні морські ворота країни — порт Момбаса. Головні статті експорту країни: чай (22 %), квіти, кави. Інтенсивно розвивається текстильна і взуттєва промисловість. Реалізується урядова програма «Велика четвірка»: забезпечення продуктами, житлом, медичними послугами, розвиток промисловості та енергетики. 2017 року КНР збудувала швидкісну залізницю від порту Момбаса до столиці Найробі. Щорічний пасажиропотік 1,6 млн пасажирів. На кенійському ринку представлена продукція українських торгових марок «Баядера», «Оболонь», «Кернел», побутова техніка «SATURN».

### Південно-Африканська Республіка
Південно-Африканська Республіка найбільш економічно розвинута країна Африки, друга економіка континенту за ВВП після Нігерії і один з лідерів за ВВП на душу населення. Економічний ріст після рецесії 2008 року значно пригальмував, до 1,7 % щорічно. Український експорт до ПАР складається з металів та зерна.

### Сенегал
Сенегал — найстабільніша демократична країна Західної Африки, жодного заколоту за 60 років незалежності, з щорічним ростом ВВП 6,8 %. Дакар — морські ворота Західної Африки, важливий фінансовий та науково-освітній центр континенту, центр африканської моди. 2012 року Україна відкрила посольство в Сенегалі і за 7 років його діяльності навіть без торговельного аташе Україні вдалось зайняти 1,8 % структури сенегальського імпорту (сільськогосподарська продукція, чорні метали). Перспективною галуззю економічного співробітництва є українські військові технології та техніка (БМ-21 «Град» на шасі КрАЗ) для сенегальських миротворців.

## Перспективи
Головні завдання розвитку африкансько-українських відносин:
- Запровадження посади спецуповноваженого президента України з Африки, який би консолідував зусилля урядових органів на просування регіону в Україні.
- Насичення складу посольств регіональними фахівцями — економістами, перекладачами з місцевих мов (передусім місцевої регіональної — суахілі).
- Призначення місцевих почесних консулів.
- Створення Експортно-кредитного агентства при Міністерстві економічного розвитку і торгівлі, що надає пільгові кредити експортерам — національний аналог канадійського державного агентства Export Development Canada (EDC).
- Організація торгових хабів української продукції в Сенегалі, Нігерії (на західному узбережжі), Джибуті, Танзанії (на східному).
- Проведення форумів «Україна—Африка» в Аддис-Абебі під час асамблей Африканського Союзу.
- Надання стипендій африканським студентам для навчання в українських вишах. Отримуючи освіту в Україні, вони не тільки становляться елітою своїх країн, але й одночасно її найкращими промоутерами.

За словами колишнього заступник міністра закордонних справ, посла в низці африканських країн Андрія Веселовського:
|  | Українська присутність в Африці — спосіб реалізації національного потенціалу, підвищення конкурентоспроможності. |